# Ozero Skupoje
Ozero Skupoje (ryska: Озеро Скупое) är en sjö i Belarus.   Den ligger i voblasten Brests voblast, i den västra delen av landet, 220 km sydväst om huvudstaden Minsk. Ozero Skupoje ligger 138 meter över havet.
Trakten runt Ozero Skupoje består till största delen av jordbruksmark. Runt Ozero Skupoje är det ganska glesbefolkat, med 31 invånare per kvadratkilometer.